# Wacom

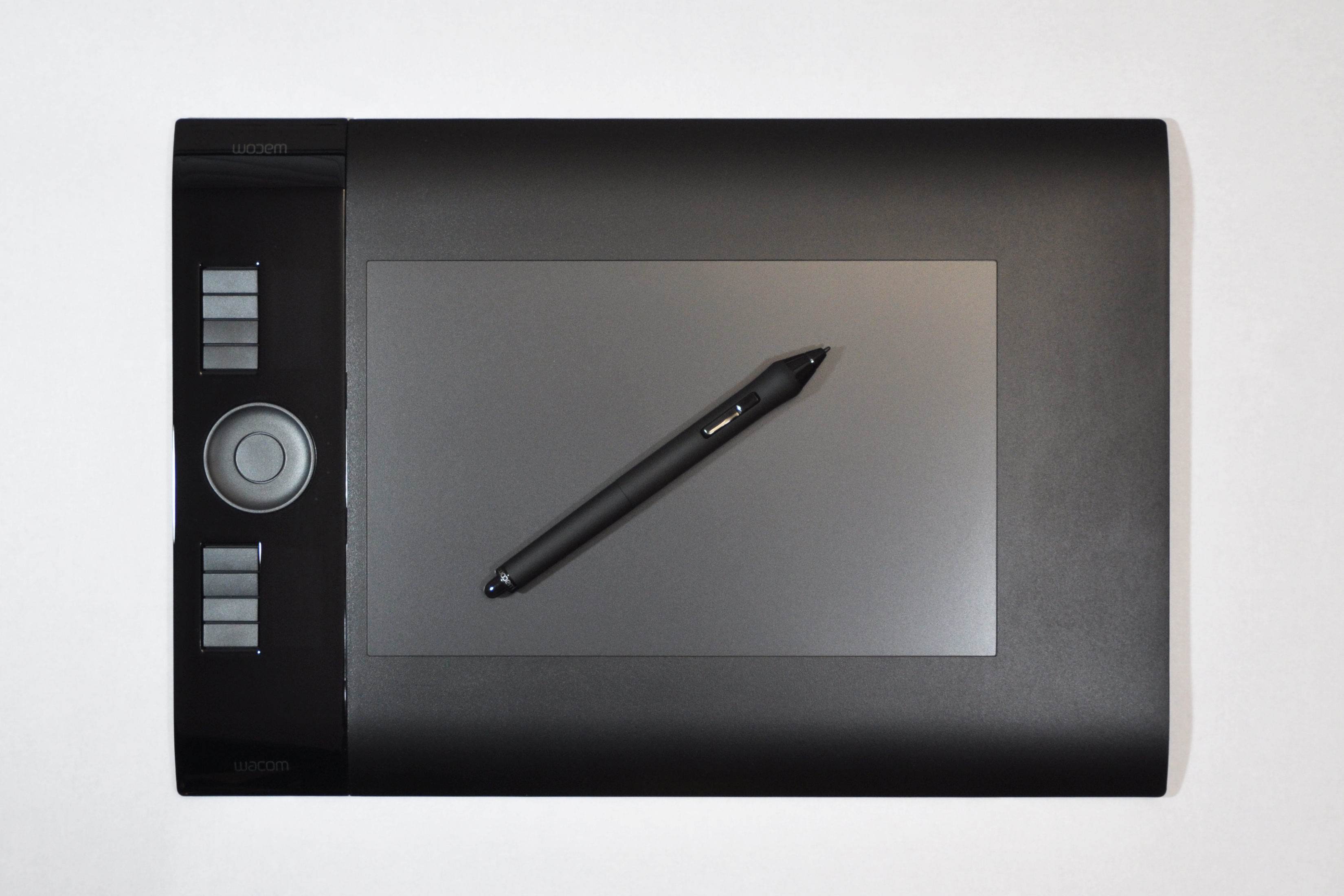
Wacom Intuos4 är ett exempel på företagets produkter.

Wacom (japanska: 株式会社ワコム, Kabushiki-gaisha Wakomu?) är ett företag inom tillverkningen av digitala ritbord. Det grundades juli 1983 och är baserat i Kazo i Saitama prefektur. Wacoms produkter används av konstnärer, grafiker och tecknare. 

## Namnet
Wacom uttalas [oa-komm] på japanska. Japanska wa betyder 'harmoni' och com kommer från ordet computer dator. Namnet betyder då 'harmoni i datorn'.

## Produktserier
Alla Wacom-bord är tryckkänsliga, men med olika stor upplösning och antal tryckkänslighetsnivåer. Ju högre värden på dessa desto bättre precision och samtidigt högre pris. De mer avancerade borden stödjer även lutningskänslighet, vilket är bra för bland annat airbrush-teknik och kalligrafi.
- Bamboo. Wacoms enklare serie för privatpersoner, hemmakontoret och entusiasten.
- Inkling. Med denna digitala kulspetspenna skriver man på vanligt papper. Pennan registrerar alla rörelser vilka sedan återskapas i datorn som pixlar eller vektorer.
- Intuos. Intuos är Wacoms mer avancerade bord för fotografer, designers, illustratörer, arkitekter m.fl.
- Cintiq. Cintiq är i princip ett intuos-bord som integrerats i en högupplöst LCD-skärm. Tack var denna lösning kan man rita direkt på skärmen och får ett "digitalt papper".
- DTH/PL. DTH- och PL-produkterna har tekniskt sett samma lösning som Cintiq, men med lägre känslighet. De passar därför bättre i konferensrum, utbildningssalar och andra platser där man behöver en integrerad lösning, men inte nödvändigtvis maximal tryckkänslighet.